# Mokelumne River
Der Mokelumne River ist ein Fluss in Kalifornien. Der Upper Mokelumne River entspringt in der Sierra Nevada und fließt in den Camanche-Stausee im Bereich der Ausläufer der Sierra. Als Lower Mokelumne River wird der untere Flussabschnitt unterhalb des Camanche Dam bezeichnet. Er durchquert das Central Valley mit Fließrichtung nach Westen, passiert die Stadt Lodi und mündet schließlich in den San Joaquin River im Bereich des Sacramento-San Joaquin River Delta.
Der Name [mɒˈkɛləmni] ist Plains Miwok und ist zusammengesetzt aus moke mit der Bedeutung „Fischernetz“ und -umne, einem Suffix mit der Bedeutung „Volk von“. Die gängige englische Aussprache – zumindest in der Region – ist [mə.ˈkɒ.lə.mi]. Die Stadt Mokelumne Hill wurde nach dem Fluss benannt, etwa im Jahre 1850.

## Freizeitmöglichkeiten
Der Mokelumne River umfasst fünf bekannte Wildwasserkajak-Flussabschnitte: Fantasy Falls, Devil’s Nose, Tiger Creek Dam, Ponderosa and Electra-Middle Bar.
- Fantasy Falls, Class V+, 26-Meilen wilderness reach, verläuft von unterhalb des Highway 4 im Alpine County bis zur Mündung in das Salt Springs Reservoir.
- Devil’s Nose, Class IV-V, erstreckt sich über 17 Meilen vom Salt Springs Dam bis zum Tiger Creek-Kraftwerk.
- Unterhalb des Tiger Creek Dam befindet sich der so genannte Tiger Creek Dam Whitewater run, ein landschaftlich reizvoller, 3 Meilen langer Abschnitt des Schwierigkeitsgrads Class IV.
- Der Ponderosa run führt vom Ponderosa Way zum Electra-Kraftwerk.
- Der westlichste Wildwasserabschnitt ist der Electra-Middle Bar, eine über 5 Meilen lange Class II-III Wildwasserstrecke. Er beginnt unterhalb des Electra-Kraftwerks und endet an der Middle Bar Bridge.

Der Mokelumne River bietet sich als Erholungsgebiet an, beispielsweise zum Angeln, Camping, Picknicken, Vogel- und Naturbeobachten und Goldwaschen. Die Electra Road, östlich des Highway 49, ist populär bei Jogger und Wanderer. Die großen Granitfelsen, Calaveras Dome und Hammer Dome, nahe dem Salt Springs Reservoir, sind ein beliebtes Ziel für Klettersportler. Drei Campingplätze liegen in der Nähe von Salt Springs: Mokelumne River, White Azalea, and Moore Creek.
Oberhalb des Salt Springs Reservoir befindet sich die Mokelumne Wilderness.

## Natur und Umwelt
Der East Bay Municipal Utility District plant eine Vergrößerung des Pardee Reservoir, welches einen großen Flussabschnitt überfluten würde, samt den einzigartigen Kultur- und geschichtsträchtigen Denkmale an dessen Ufer. Diese würde auch eine Auszeichnung des Mokelumne River als National Wild and Scenic River gefährden.